# Condado de Montenegro
El condado de Montenegro es un título nobiliario español creado por el rey Felipe IV en 1657 a favor de Ramón Despuig y Rocaberti, señor de Banyeres.

## Condes de Montenegro
|                        | Titular                               | Títulos adicionales                          |
| Creación por Felipe IV | Creación por Felipe IV                | Creación por Felipe IV                       |
| ---------------------- | ------------------------------------- | -------------------------------------------- |
| I                      | Ramón Despuig y Rocaberti             |                                              |
| II                     | Juan Despuig y Ram de Montoro         | IV conde de Montoro                          |
| III                    | Ramón Despuig y Cotoner               | V conde de Montoro                           |
| GdE por Carlos IV      |                                       |                                              |
| IV                     | Juan Despuig y Martínez de Marcilla   | VI conde de Montoro                          |
| V                      | Ramón Despuig y Zaforteza             | VII conde de Montoro                         |
| VI                     | Tomás Despuig y Despuig               | VIII conde de Montoro                        |
| VII                    | Juan Ramón Despuig y Fortuny          | IX conde de Montoro                          |
| VIII                   | Lorenzo Despuig y Sastre              | canónigo-prior de la Orden de Malta          |
| IX                     | Jorge Truyols y Dezcallar             | VIII marqués de La Torre X conde de Montoro  |
| X                      | Francisco de Asís Truyols y Dezcallar | IX marqués de La Torre XI conde de Montoro   |
| XI                     | Francisco de Asís Truyols y Salinas   | X marqués de La Torre XII conde de Montoro   |
| XII                    | Francisco de Asís Truyols y Nadal     | XI marqués de La Torre XIII conde de Montoro |